# Oswald Thomsen
Oswald Heinrich Thomsen (* 20. Mai 1897; † 1986) war ein deutscher Regattasegler.

## Werdegang
Oswald Thomsen wurde bei den Olympischen Spielen 1928 in Amsterdam in der Regatta in der 6-Meter-Klasse Neunter. Zur Crew der Pan gehörten zudem Anton Huber, Erich Laeisz, Carl Wentzel und Hans Paschen.